# Armilliferinae
Armilliferinae is een onderfamilie van kreeftachtigen uit de klasse van de Ichthyostraca.

## Geslachten
- Armillifer Sambon, 1922
- Cubirea Kishida, 1928